# 豊松村
豊松村（とよまつそん）は、かつて広島県の中東部に存在した村。神石郡に属した。
19世紀末期から一世紀以上に亙って単独村政を維持してきたが、2004年11月5日に神石郡の他の3町（三和町・神石町・油木町）とともに神石郡神石高原町に移行したことに伴い消滅した。2004年10月1日に山県郡筒賀村が合併により安芸太田町となって以降広島県では最後まで残った自治体としての村であり、当村の消滅をもって広島県では自治体としての村はすべて消滅した（兵庫県・香川県に次いで3番目であり、平成の大合併によるものでは初めてとなる。なおこの後の平成の大合併の進捗によって、さらに9つの県から村がなくなる）。

## 沿革
- 1889年4月1日 - 市町村制施行。当時村域にはいずれも神石郡に属する有木村・上豊松村・笹尾村・下豊松村・中平村があった。
- 1897年7月1日 - 有木村・上豊松村・笹尾村・下豊松村・中平村が新設合併して豊松村が成立する。
- 1950年代半ばに三方を取り囲む神石郡油木町との合併論議が起こるが、反対意見が多かったことから結局実現しなかった。
- 2004年11月5日 - 神石郡の他の3町、三和町・神石町・油木町と新設合併して神石高原町に移行し、消滅する。

## 地理
河川
- 成羽川…村の北端を流れる川。高梁川支流の一つ。
- 天田川…村の天田地区から貝原地区経由で成羽川に注ぎ込む。
- 仁吾川…村の追谷地区から仁吾地区経由で成羽川に注ぎ込む。

山
- 米見山（よなみやま、標高663m）

## 名所・旧跡
- 仙養ヶ原
- 幸運仏
- とよまつ紙ヒコーキ・タワー

## 産業
- 農業が主産業。特産品はコンニャクイモ、トマト。

## 大字
- 有木（あるぎ）
- 上豊松（かみとよまつ）
- 笹尾（ささお）
- 下豊松（しもとよまつ）
- 中平（なかだいら）

## 交通（2004年11月4日当時のデータ）

### 鉄道
- 村内は一切通っていない。鉄道を利用する場合の最寄り駅は、JR芸備線東城駅。

### 道路
国道
- 村内は一切通っていない。

主要地方道
- 岡山県道・広島県道9号芳井油木線

一般県道
- 広島県道・岡山県道105号前原谷仙養線
- 岡山県道・広島県道106号布賀油木線
- 広島県道411号木割谷小吹線

## 教育（2004年11月4日当時のデータ）
小学校
- 豊松村立豊松小学校

中学校
- 豊松村立豊松中学校（合併後、平成25年度をもって廃校[1]）